# Charles Traoré
Pour les articles homonymes, voir Traoré.
Charles Traoré, né le 1er janvier 1992 à Aulnay-sous-Bois (France), est un footballeur international malien jouant au poste d'arrière gauche.

## Biographie

### En club
Charles Traoré est né le 1 janvier 1992 à Aulnay-Sous-Bois. Il possède la double nationalité malienne et française. Sportivement, il fait le choix de défendre les couleurs de l'équipe nationale du Mali.
Charles Traoré a fait ses débuts dans le football dans sa ville natale, au CSL Aulnay comme Alou Diarra et Moussa Sissoko avant de rejoindre en mars 2013, le club semi-amateur suisse d'Azzurri.  
Après deux années au club, il signe libre au FC Nantes le 7 juillet 2015. Un mois après son arrivée au FC Nantes, il rejoint l'ES Troyes AC dans le cadre d'un transfert libre. Après quelques mois avec l'équipe réserve, il joue son premier sous les couleurs troyennes lors d'une victoire en Coupe de France contre l'US Concarneau puis en Ligue 1 quelques jours plus tard contre le Lille OSC. La relégation en Ligue 2 en fin de saison, lui permet de gagner du temps de jeu et de trouver petit à petit une place de titulaire qu'il garde l'année suivante après le retour en Ligue 1. 
Le 31 aout 2018, et après une nouvelle relégation du club troyennes, il quitte le club et signe au FC Nantes pour un montant de 500.000 euros. Il joue quatre-vingt-quinze matchs en cinq sans jamais vraiment s'imposer comme un titulaire indiscutable et prend part à ses premiers matchs européens en prenant par à deux matchs de Ligue Europa 2023 en seizième de finale contre la Juventus de Turin. Son contrat au Football Club de Nantes  prend fin le 30 juin 2023 et il quitte le club.
Le 31 aout 2023, Charles Traoré signe un contrat de deux ans plus une année en option avec le club du SC Bastia.

### En équipe nationale
Charles Traoré est appelé pour la première fois avec la sélection du Mali le 27 mai 2016, lors d'une défaite un but à zéro en match amical contre le Nigeria.
En janvier 2017, malgré une seule sélection, Alain Giresse le retient dans sa liste des 23 joueurs sélectionnés pour participer à la Coupe d'Afrique des nations 2017. Il reste sur le banc lors des trois matchs de poule et le Mali ne se qualifie pas pour le tour suivant.

## Statistiques
Le tableau ci-dessous récapitule les statistiques de Charles Traoré lors de sa carrière en club :
| Saison                | Club                  | Championnat           | Championnat | Championnat | Coupe(s) nationale(s) | Coupe(s) nationale(s) | Compétition(s) continentale(s) | Compétition(s) continentale(s) | Compétition(s) continentale(s) | Total | Total |
| Saison                | Club                  | Division              | M.          | B.          | M.                    | B.                    | Comp.                          | M.                             | B.                             | M.    | B.    |
| 2015-2016             | ES Troyes AC          | Ligue 1               | 5           | 0           | 1                     | 0                     | -                              | -                              | -                              | 6     | 0     |
| 2016-2017             | ES Troyes AC          | Ligue 2               | 20          | 1           | 2                     | 0                     | -                              | -                              | -                              | 22    | 1     |
| 2017-2018             | ES Troyes AC          | Ligue 1               | 34          | 0           | -                     | -                     | -                              | -                              | -                              | 34    | 0     |
| 2018-2019             | ES Troyes AC          | Ligue 2               | 1           | 0           | 1                     | 0                     | -                              | -                              | -                              | 2     | 0     |
| Sous-total            | Sous-total            | Sous-total            | 61          | 1           | 4                     | 0                     | -                              | 0                              | 0                              | 65    | 1     |
| 2018-2019             | FC Nantes             | Ligue 1               | 13          | 0           | 3                     | 0                     | -                              | -                              | -                              | 16    | 0     |
| 2019-2020             | FC Nantes             | Ligue 1               | 20          | 0           | 3                     | 0                     | -                              | -                              | -                              | 23    | 0     |
| 2020-2021             | FC Nantes             | Ligue 1               | 22          | 1           | 2                     | 0                     | -                              | -                              | -                              | 24    | 1     |
| 2021-2022             | FC Nantes             | Ligue 1               | 16          | 0           | 1                     | 0                     | -                              | -                              | -                              | 17    | 0     |
| 2022-2023             | FC Nantes             | Ligue 1               | 12          | 0           | 1                     | 0                     | C3                             | 2                              | 0                              | 15    | 0     |
| Sous-total            | Sous-total            | Sous-total            | 83          | 1           | 10                    | 0                     | -                              | 2                              | 0                              | 95    | 1     |
| 2023-2024             | SC Bastia             | Ligue 2               | 12          | 0           | -                     | -                     | -                              | -                              | -                              | 12    | 0     |
| 2024-2025             | SC Bastia             | Ligue 2               | 0           | 0           | 1                     | 0                     | -                              | -                              | -                              | 1     | 0     |
| Sous-total            | Sous-total            | Sous-total            | 12          | 0           | 1                     | 0                     | -                              | -                              | -                              | 13    | 0     |
| Total sur la carrière | Total sur la carrière | Total sur la carrière | 156         | 2           | 15                    | 0                     | -                              | 2                              | 0                              | 173   | 2     |